# Giovan Battista Landi
Giovan Battista Landi detto Granchio (Siena, 1639 circa – ...) è stato un fantino italiano vissuto nel XVII secolo.
Non esiste una documentazione completa della vita e delle presenze al Palio di Siena di Granchio. È comunque stato accertato che vinse cinque volte tra il 1665 e il 1685.

## Vittorie
Di seguito l'elenco delle vittorie di Granchio nelle edizioni ufficiali del Palio di Siena, accertate dalla maggioranza degli storici.
| Palio             | Contrada | Cavallo | Note |
| ----------------- | -------- | ------- | ---- |
| 2 luglio 1665     | Torre    | ?       |      |
| 8 giugno 1680     | Nicchio  | ?       |      |
| 2 luglio 1681     | Bruco    | ?       |      |
| 17 settembre 1683 | Nicchio  | ?       |      |
| 2 luglio 1685     | Tartuca  | ?       |      |

Vi sono comunque discordanze tra gli storici nell'attribuzione delle vittorie. Secondo l'Anonimo, il Bandiera e il Gagliardi avrebbe vinto anche il Palio di luglio 1684 nella Torre e quello di settembre 1685 nella Selva. Secondo il Bandini avrebbe vinto anche il Palio di luglio 1686 nella Giraffa.
In Palii non ufficiali (quindi non riconosciuti) gli sono attribuite tre vittorie conseguite in occasione di "Palii di Cetinale": Palii fatti disputare dal cardinale Flavio Chigi (1631-1693) nei pressi della propria villa a Cetinale. Vinse il 21 settembre 1679 nella Chiocciola, il 27 settembre 1680 nel Bruco e il 23 settembre 1691 nel Nicchio.